# Fifield (Wisconsin)
Fifield es un pueblo ubicado en el condado de Price en el estado estadounidense de Wisconsin. En el Censo de 2010 tenía una población de 901 habitantes y una densidad poblacional de 2,23 personas por km².

## Geografía
Fifield se encuentra ubicado en las coordenadas 45°51′31″N 90°13′27″O / 45.85861, -90.22417. Según la Oficina del Censo de los Estados Unidos, Fifield tiene una superficie total de 404.9 km², de la cual 388.31 km² corresponden a tierra firme y (4.1%) 16.58 km² es agua.

## Demografía
Según el censo de 2010, había 901 personas residiendo en Fifield. La densidad de población era de 2,23 hab./km². De los 901 habitantes, Fifield estaba compuesto por el 97.78% blancos, el 0.33% eran afroamericanos, el 1.11% eran amerindios, el 0.22% eran asiáticos, el 0% eran isleños del Pacífico, el 0% eran de otras razas y el 0.55% pertenecían a dos o más razas. Del total de la población el 0.67% eran hispanos o latinos de cualquier raza.